# NGC 50
NGC 50 je eliptická galaxie v souhvězdí Velryby.
Hvězdná velikost galaxie je 12,3 mag, úhlové rozměry jsou 2,3′ × 1,7′, se slabším halem na fotografiích 2,7′ × 2,2′. Vzdálená je asi 250 milionů světelných let, její velikost s obšírným halem je 210 tisíc světelných let. Objevil ji G. S. Ferrari v roce 1865.